# Perdita zavortinki
Perdita zavortinki är en biart som beskrevs av Timberlake 1977. Perdita zavortinki ingår i släktet Perdita och familjen grävbin. Inga underarter finns listade i Catalogue of Life.